# Tom Hedegaard
Tom Hedegaard (* 16. April 1942 in Frederiksberg; † 6. August 1998 in Ugledige bei Præstø) war ein dänischer Filmregisseur und Drehbuchautor.

## Werdegang
Der Sohn des Bildhauers Johannes Hedegaard (1915–1999) arbeitete ab 1960 als Regieassistent für Nordisk Film und wirkte unter Regisseuren wie Erik Balling, Palle Kjærulff-Schmidt oder Henning Carlsen. Im Jahr 1970 inszenierte er mit Ska' vi lege skjul seinen ersten eigenen Spielfilm. Er gehörte neben Ebbe Langberg und Erik Balling zu den Regisseuren der Fernsehserie Oh, diese Mieter. Bei der Robert-Verleihung im Jahr 1991 wurde er für seine Verdienste um den dänischen Film mit einem Ehrenpreis ausgezeichnet.
Im Frühling 1998 übernahm Hedegaard für den aus Altersgründen nicht mehr aktiv beteiligten Erik Balling die Regie des Films Der (wirklich) allerletzte Streich der Olsenbande. Kurz vor Abschluss der Dreharbeiten – nachdem das Projekt erst den Tod von Schauspieler Poul Bundgaard verkraften musste – verstarb Hedegaard am 6. August 1998 im Alter von 56 Jahren nach kurzer Krankheitszeit an einer Hirnblutung. Für die restlichen Drehtage bis Ende August 1998 übernahm Morten Arnfred seinen Platz.
Seine Grabstätte befindet sich auf dem Friedhof in Allerslev.

## Filmografie

### Regie
- 1970: Ska' vi lege skjul (auch Drehbuch)
- 1971–1976: Oh, diese Mieter (Huset på Christianshavn; Fernsehserie; 7 Staffeln)
- 1976: Affæren i Mølleby (auch Drehbuch)
- 1977: Skytten
- 1985: Når engle elsker
- 1991–1995: Landsbyen (Fernsehserie)
- 1998: Der (wirklich) allerletzte Streich der Olsenbande (Olsen-bandens sidste stik)

### Regieassistenz
- 1961: Einesteils der Liebe wegen – 3. Teil (Poeten og Lillemor i forårshumør)
- 1961: Cirkus Buster
- 1962: Den kære familie (Assistent)
- 1962: Duellen (Assistent)
- 1964: Sommer i Tyrol
- 1964: Tod bei Tisch (Døden kommer til middag)
- 1964: Paradis retur
- 1965: Næsbygårds arving
- 1965: Mor bag rattet
- 1965: 2 × 2 im Himmelbett (Halløj i himmelsengen)
- 1966: Krybskytterne paa Næsbygaard
- 1966: Tre små piger
- 1966: Es war einmal ein Krieg (Der var engang en krig)
- 1967: Mig og min lillebror
- 1967: Historien om Barbara
- 1967: Sie treffen sich, sie lieben sich, und ihr Herz ist voller süßer Musik (Människor möts och ljuv musik uppstår i hjärtat; auch Script)
- 1968: Mig og min lillebror og storsmuglerne
- 1968: Det var en lørdag aften
- 1968: I den grønne skov
- 1969: Geld zum zweiten Frühstück (Tænk på et tal)
- 1969: Klabautermanden (auch Script)
- 1970: Rend mig i revolutionen (Second Unit Director)
- 1971: Ballade på Christianshavn (Second Unit Director)
- 1972: Manden på Svanegården
- 1972: Die Olsenbande und ihr großer Coup (Olsen-bandens store kup)
- 1974: Der (voraussichtlich) letzte Streich der Olsenbande (Olsen-bandens sidste bedrifter)
- 1975: Die Olsenbande stellt die Weichen (Olsen-banden på sporet)
- 1978: Die Leute von Korsbaek (Matador, Fernsehserie)
- 1979: Die Olsenbande ergibt sich nie (Olsen-banden overgiver sig aldrig)
- 1981: Die Olsenbande fliegt über die Planke (Olsen-bandens flugt over plankeværket)
- 1981: Die Olsenbande fliegt über alle Berge (Olsen-banden over alle bjerge)
- 1981: Jeppe på bjerget
- 1983: Kurt und Valde – Ganoven mit Charme (Kurt og Valde; Koordination)
- 1983: Med lille Klas i kufferten
- 1984: Kopenhagen – mitten in der Nacht (Midt om natten; Aufnahmeleitung)
- 1985: Den kroniske uskyld
- 1986: Mord im Dunkeln (Mord i mørket)
- 1987: Babettes Fest (Babettes gæstebud)
- 1987: Sidste akt
- 1988: Station 13 (Fernsehserie)
- 1988: Ved vejen
- 1989: Tanzen mit Regitze (Dansen med Regitze; Technical Director)
- 1989: Kærlighed uden stop (Second Unit Director)
- 1990: Manden der ville være skyldig
- 1991: Europa
- 1992: Sofie
- 1993: Det forsømte forår (auch Drehbuchberatung)
- 1996: Bryggeren (Fernsehserie)